# Falcon (raketfamilie)

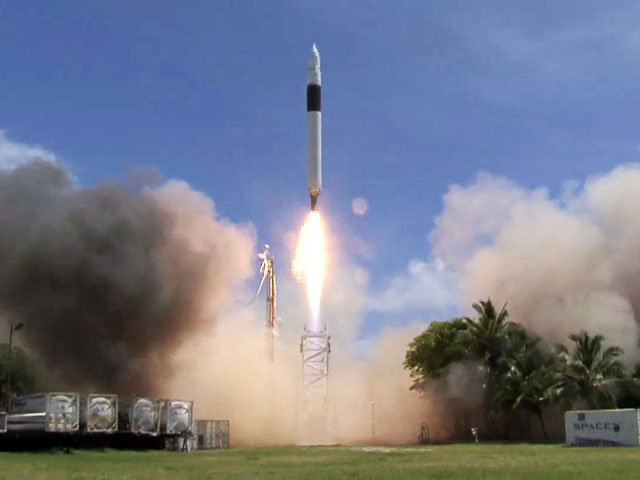
De Falcon 1 was de eerste raket uit de Falcon-reeks en tevens de eerste privaat gefinancierde orbitale draagraket ooit

SpaceX' Falcon-raketfamilie (v.l.n.r.):
Falcon 9 v1.0 met Dragon-ruimteschip
Falcon 9 v1.1 R met Dragon spacecraft
Falcon 9 v1.1 R met fairing
Falcon 9 v1.1 met fairing
Falcon 9FT (herbruikbaar) met Dragon
Falcon 9FT (herbruikbaar) met fairing
Falcon 9FT met fairing
Falcon 9-Block 5 met Dragon
Falcon 9-Block 5 met Fairing
Falcon Heavy (herbruikbaar) met fairing

De Falcon-raketfamilie is een reeks raketten die volledig door SpaceX is ontwikkeld. Falcons maken gebruik van raketmotoren uit SpaceX eigen Kestrel- (alleen Falcon 1) en Merlin 1-lijnen. Als brandstof gebruiken ze RP-1-raketkerosine en vloeibare zuurstof.

## Versies
De Falcon-raketfamilie bestaat uit de volgende raketten:
- Falcon 1 (vloog van 2006 tot en met 2009 vijfmaal, twee keer succesvol, in 2010 buiten gebruik gesteld)
- Falcon 9 met de versies:
  - Falcon 9 v1.0 - vloog van 2010 tot en met 2013 zesmaal succesvol
  - Falcon 9 v1.1 - vloog van 2014 tot en met 2016 15 maal, 14 maal succesvol.
  - Falcon 9 Full Thrust - Vloog 21 december 2015 t/m 29 juni 2018 37 keer. Door kleine tussentijdse upgrades ontstonden de varianten Block-1, Block-2, Block-3 en Block-4 en groeide deze van medium lift-capaciteit naar heavy lift-capaciteit. De boosters konden een keer worden hergebruikt.
  - Falcon 9 Block-5 - Definitieve versie, veelvuldig herbruikbaar, actief sinds 5 mei 2018.
- Falcon Heavy - Actief sinds 6 februari 2018. Was tot 16 november 2022 de krachtigste beschikbare draagraket van de wereld.

De toevoegingen 1 en 9 staan voor het aantal motoren in de eerste rakettrap. SpaceX-CEO Elon Musk grapte na de lancering van de CRS-8-missie dat de Falcon Heavy beter Falcon 27 had kunnen heten. De Falcon Heavy bestaat uit een Falcon 9 die twee extra Falcon 9-boostertrappen als strap-on-boosters aan weerszijden heeft.

### Geannuleerd

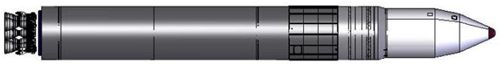
Weergave van de geannuleerde Falcon 5

Er waren plannen voor nog een aantal raketten in de Falconreeks. 
De Falcon 1e (“e” staat voor extended) moest een verbeterde, langere versie (24,7 meter) van de Falcon 1 worden met een krachtiger Merlin 1 als hoofdmotor en een Kestrel 2-motor voor de upperstage.
Ook was er een concept voor een raket genaamd Falcon Heavy (niet te verwarren met de daadwerkelijk gerealiseerde Falcon Heavy) die in wezen een Falcon 1 met twee extra eerste trappen als side-boosters moest zijn en tot 1450 kilogram nuttige lading in een lage baan om de Aarde moest kunnen brengen.
De Falcon 5 zou met een vijftal Merlin-1C-motoren onder de eerste trap worden uitgerust en in vroege plannen een Aerojet Rocketdyne RL-10-upperstagemotor gebruiken. In latere plannen werd dat een tweetal Kestrel-2-motoren en in nog latere plannen een versie van de Merlin-1B met een verlengde straalpijp. Ook zou een later ontwerp dezelfde brandstoftanks als de Falcon 9 gebruiken maar zouden die maar voor de helft worden gevuld. De Falcon 5 moest tot 4.200 kg in een lage baan om de Aarde kunnen brengen.
De Falcon 9S5 was een concept voor een Falcon 9 met twee Falcon 5-trappen als side-boosters en de Falcon 9S9 was een soortgelijk concept met twee Falcon 9-boosters als side-boosters.
De Falcon 9-air werd in samenwerking met Stratolaunch Systems ontwikkeld en had 4 Merlin-1D-motoren in de eerste trap en één Merlin-1D in de tweede trap. De Falcon 9-air had vanonder het draagvliegtuig de Stratolaunch van het gelijknamige bedrijf gelanceerd moeten gaan worden. De Falcon 9-air had dan tot 6.100 kg aan nuttige lading in een lage baan om de Aarde moeten brengen. 
De Falcon 9S-concepten die nog van voortstuwing met Merlin 1B-motoren uitgingen werden in 2007 losgelaten maar vormden later wel de basis voor het ontwerp van de Falcon Heavy. De plannen voor de Falcon 1e en de Falcon 5 zijn in 2009 geannuleerd ten behoeve van de ontwikkeling en doorontwikkeling van de Falcon 9. Kleinere vrachten konden op een Falcon 9-vlucht gecombineerd worden, wat het hebben van lijnen met kleinere draagraketten commercieel in 2009 minder aantrekkelijk maakte (de Smallsat markt zou pas vanaf 2015 beginnen aan te trekken).
De ontwikkeling van de Falcon 9-air werd in 2012 beëindigd omdat 'de plannen van Stratolaunch en de mogelijkheden van SpaceX te ver bij elkaar vandaan gegroeid waren'. Stratolaunch ging daarna in zee met Orbital ATK dat de Pegasus II ging ontwikkelen. Ook die ontwikkeling is inmiddels gestaakt.

## Falcon-lanceringen per jaar
| jaar            | Falcon 1     | Falcon 9 | Falcon Heavy | Totaal per jaar |
| --------------- | ------------ | -------- | ------------ | --------------- |
| 2006            | 1            |          |              | 1               |
| 2007            | 1            |          |              | 1               |
| 2008            | 2            |          |              | 2               |
| 2009            | 1            |          |              | 1               |
| 2010            | uitgefaseerd | 2        |              | 2               |
| 2011            |              | 0        |              | 0               |
| 2012            |              | 2        |              | 2               |
| 2013            |              | 3        |              | 3               |
| 2014            |              | 6        |              | 4               |
| 2015            |              | 7        |              | 7               |
| 2016            |              | 8        |              | 8               |
| 2017            |              | 18       |              | 18              |
| 2018            |              | 20       | 1            | 21              |
| 2019            |              | 11       | 2            | 13              |
| 2020            |              | 26       | 0            | 26              |
| 2021            |              | 31       | 0            | 31              |
| 2022            |              | 60       | 1            | 61              |
| 2023            |              | 91       | 5            | 96              |
| 2024 per 15 mei |              | 132      | 2            | 134             |
| Totaal          | 5            | 417      | 11           | Totaal 433      |

## Bijzondere uitvoeringen
Om raketten te leren landen bouwde SpaceX een drietal testraketten.

### Grasshopper

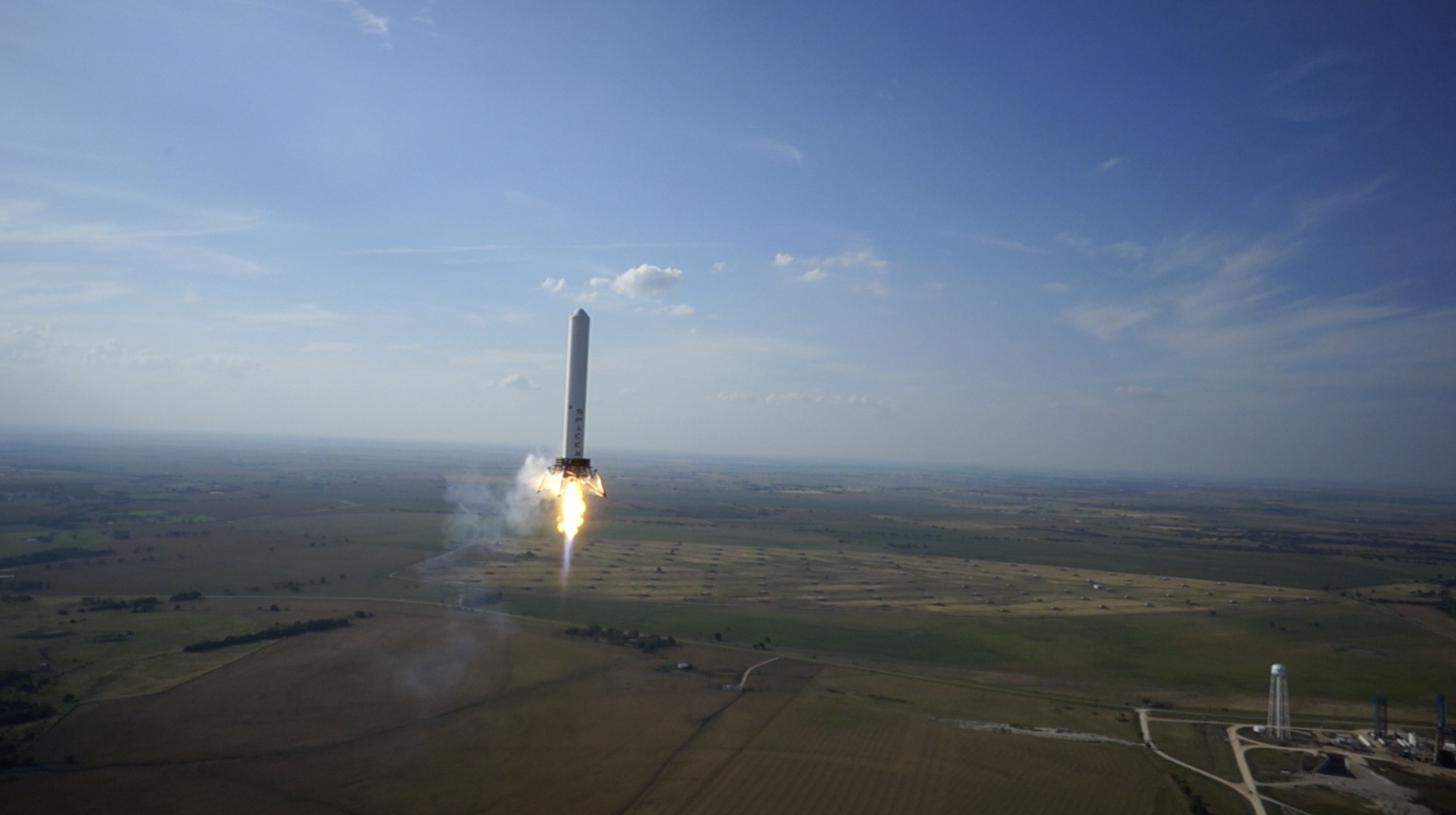
Grasshopper

De eerste was de Grasshopper. Deze is met een lengte van 32 meter beduidend kleiner dan een Falcon 9 core-booster en is met gefixeerde landingspoten en een enkele Merlin 1D-raketmotor uitgerust. Dit was tevens de eerste raket die met een Merlin 1D vloog. 
Er werd in 2012 en 2013 een achttal vluchten en landingen mee uitgevoerd op SpaceX-testterrein nabij het Texaanse McGregor, waarbij de duur en hoogte van de vlucht steeds werd opgevoerd. Bij de laatste vlucht, die 79 seconden duurde, werd een hoogte van 744 m gehaald. 
De Grasshopper staat anno 2017 nog altijd op de plaats waar hij zijn laatste landing uitvoerde.

### F9R-Dev 1
Een "fullsize" testraket met die met drie Merlin-1D's werd uitgerust was de volgende stap. Deze was gebouwd rond een prototype brandstoftank die voor kwalificatietests van de Falcon 9 1.1 was gebruikt. De Falcon 9 reusable development vehicle zoals de raket voluit heette werd uitgevoerd met een uitklapbaar landingsgestel. Er werden in 2014 zes vluchten en vijf landingen mee uitgevoerd. Daarbij werd een maximale hoogte van 1000 meter bereikt. Vanaf de derde vlucht was de F9R-Dev uitgerust met grid fins. Tijdens de zesde vlucht raakte de raket echter door een falende sensor uit het geplande vluchttraject waarna het zelfvernietigingmeganisme automatisch inwerking werd gesteld en de raket in de lucht explodeerde.

### F9R-Dev 2
Na het verliezen van de F9R-Dev 1 werd een nieuwe testraket gebouwd waarmee SpaceX het herbuikbaarheid-ontwikkelingsprogramma wilde vervolgen met supersonische landingstests die vanaf Spaceport America moesten plaatsvinden. Daarvoor werd ook een platform aangelegd. SpaceX had intussen bij een aantal Falcon 9-lanceringen de eerste trap rechtstandig in de oceaan laten landen en daarmee voldoende data verzameld om tot experimentele landingen op een landingsschip over te gaan. De F9R-Dev 2 was daardoor overbodig geworden. Bovendien werd na de F9R-Dev 1-raketexplosie in het huurcontract van het testterein in McGregor vastgelegd dat er daar geen raketvluchten meer mochten plaatsvinden. 

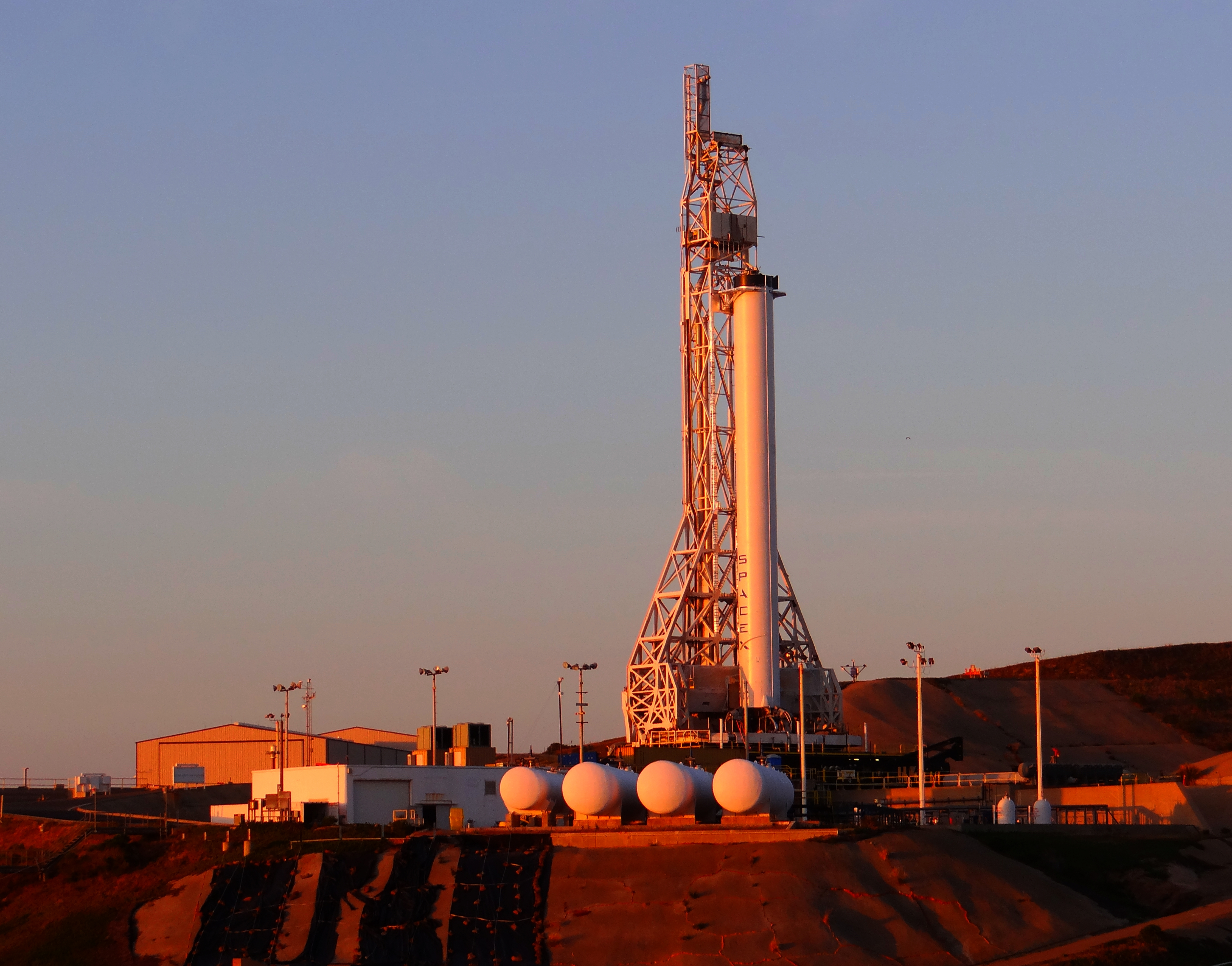
F9R-Dev 2 tijdens een "mating test" op VAFB SLC-4E

Daarna werd de F9R-Dev 2 gebruikt als dummyraket op Lanceercomplex SLC-4E van Vandenberg Air Force Base om de systemen te testen. Ook wilde SpaceX deze raket gebruiken om de in-flight abort test van de Dragon 2 mee uit te voeren. De ontwikkeling van de Dragon 2 vertraagde echter aanmerkelijk en de lanceercomplexen werden ondertussen aangepast voor de Falcon 9 FT waardoor de F9R-Dev 2 er niet langer gelanceerd kon worden. De F9R-Dev 2 lag daarna lange tijd in de openlucht aan de rand van Vandenberg SLC-4W dat is omgebouwd tot landingscomplex. In 2018 werd ze gesloopt.

## Herbruikbaar
In 2015 probeerde SpaceX voor het eerst de boosters van de Falcon 9 te laten landen, zodat deze hergebruikt kunnen worden en lanceerprijzen omlaag kunnen. Eind 2017 was men er reeds 20 keer in geslaagd een booster verticaal te laten landen en is dit routine geworden. Ook waren er eind 2017 reeds vijf gebruikte boosters opnieuw gelanceerd. Ook de drie Falcon Heavy-boosters kunnen op dezelfde wijze herbruikbaar zijn. In januari 2023 waren er enkele Falcon 9-boosters die al 15 vluchten op hun naam hadden. 
Ook de neuskegels van Falcon 9 en Falcon Heavy zijn herbruikbaar. Ze landen aan een parachute in zee en blijven drijven tot een bergingsschip ze uit het water takelt. Eerdere pogingen om de afdalende neuskegels in een net op een schip te vangen zijn wegens gering succes losgelaten.
Ook de eerdere Falcon 1 had herbruikbaar moeten worden door gebruik van parachutes te maken. De Merlin 1C was om die reden ontworpen om tegen zeewater bestand te zijn. Op de eerste twee Falcon 9-vluchten werd met landingsparachutes geëxperimenteerd, maar de conclusie was dat dat niet ging werken.

## Trivia
- Starship (SpaceX), eerder bekend onder de naam Big Falcon Rocket (BFR), de raket die SpaceX in ontwikkeling heeft, behoort duidelijk niet tot de Falcon-familie. Deze is gebouwd van staal, gebruikt andere brandstof en een andere techniek voor de motoren. Ook de besturingssystemen van Starship zijn compleet nieuw. Toch kan Starship niet compleet los van de Falcon-reeks worden gezien. SpaceX had Starship niet kunnen ontwikkelen zonder de ervaring die ze met de Falcons hadden opgedaan. Starship moet op termijn alle Falcon-raketten en Dragon-voertuigen van SpaceX overbodig maken.